# Yağmurhüyüğü, Ağaçören
Yağmurhüyüğü là một xã thuộc huyện Ağaçören, tỉnh Aksaray, Thổ Nhĩ Kỳ. Dân số thời điểm năm 2010 của làng là 178 người.